# 美しかった私たちへ
『美しかった私たちへ』（朝: 아름다웠던 우리에게、英: A Love So Beautiful）はkakao TVで2020年12月28日から放送されている韓国のドラマである。日本では現在、Netflixで独占配信されている。

## 出演

### 主要人物
チャ・ホン　
演 - キム・ヨハン（WEi）
イケメンで頭もよくなんでも完璧にこなす男子高校生。
シン・ソリ
演 - ソ・ジュヨン
17年もホンに片思いしている女子高校生。
ウ・デソン
演 - ヨ・フェヒョン
水泳選手。
カン・ハヨン
演 - チョ・ヘジュ
ソリの親友。
チョン・ジンファン
演 - チョン・ジンファン
ソリの男友達。ハヨンに片思い中。

### 周辺人物
オ・ヒジ
　演 - パク・ジウォン
　クラスの優等生。ソリの恋のライバル。

## エピソード
| EP. | 題名                          | 放送日         |
| 1 | Love Letter                   | 2020年12月28日 |
| --- | ----------------------------- | -------------- |
| 2020年の夏、ユイル高校の前にシン・ソリ（ソ・ジュヨン）が立っており、17歳の2006年春にフラッシュバックする。同じビルに住むチャ・ホン（キム・ヨハン）は同級生である。ソリはホンに恋をし、さまざまな方法で自分の気持ちを何度も伝える。ソリの男友達チョン・ジンファン（チョン・ジンファン）は相談に乗る。そこに水泳選手のウ・デソン（ヨ・フェヒョン）が転校してくる。初日からデソンはソリを好きになり始め、ソリのことを「ブラザー」と呼ぶ。ホンは見た目は冷たいが、ソリのことを本当は守ってあげるような優しい男子である。 |                               |                |
| 2 | カラオケで                    | 2020年12月31日 |
| 水泳大会を間近の控えたデソンは練習をさぼってカラオケへ繰り出す。その後、デソンは友達全員を水泳大会に招待し、銀メダルを獲得した。ホンは母親が韓国に来られないため、父親の追悼式を一人で行っている。水泳大会が終わったあとソリはホンの家に行き、母親からもらったボトルを渡した。ソリは、熱が出てソファに横たわっているホンを気にして冷えピタをあげるのだが…。 |                               |                |
| 3 | Pick me up!                   | 2021年1月2日   |
| ソリは学級委員長になろうとしている。選挙日に誠実なスピーチを行い、最善を尽くして自分自身を向上させることを約束する。だがソリはホンの最後の一票で決まるところでホイジに投票して選挙に負けてしまう。ソリはなぜ自分に投票しなかったのかと拗ねホンを蹴ってしまう。クラス副社長として、運動会のTシャツのお金を集めるように割り当てられた。クラスTシャツのお金を集めた封筒を失くす。間違って国語の宿題のノートに挟めて提出してしまったのだ。それをホンが職員室からお金を回収しソリに渡す。お金が手元にあるにも関わらずソリは正直にすべてを話すが、先生はそれについては怒らずソリがしっかりと話してくれたことをクラスの前で称賛した。 |                               |                |
| 4 | 運動会                        | 2021年1月4日   |
| ソリはホンに誕生日プレゼントを買う余裕があるのだろうかと思っている。クラスは、運動会での優勝クラスの賞金が多額であることを知る。ソリはホンの誕生日プレゼントを買うために、ハードルレースにエントリーをした。デソンとホンはソリがハードルを跳べるように協力した。 |                               |                |
| 5 | 演劇会 feat."ベイビー 行こう" | 2021年1月7日   |
| クラスは、演劇祭の演劇を作るためにグループを形成する。ソリとヒジはどちらもチームにホンを採用しようとしている。デソンとソリは一緒に演じるために練習をする。デソンは、今までやったことのないことがたくさんできるので、この新しい学校での時間をとても楽しんでいることをソリに伝える。ハヨンはソリが片思いしているかもしれないことに気づく。演劇祭当日、事件が起きるのだが… |                               |                |
| 6 | 行かないで                    | 2021年1月9日   |
| ソリは演劇祭での事件とその後のホンの反応に腹を立てている。ソリの友達はソリを元気づけようとするが、一向に機嫌は直らなかった。ソリは成績も悪いため新しい学校への転校を検討し、これについて両親や教師と話し合う。ソリとホンの母親がホンの家で「転校させようか考えている」というのをホンの耳に入ってしまいホンはソリに「行かないで」と伝え… |                               |                |
| 7 | 真実ゲーム                    | 2021年1月11日  |
| 歌番組への出場を目指すジンファンから、予選会場に一緒に来て応援してほしいと頼まれる4人。ソリはジンファンを応援しに行ってもいいか両親に尋ねようとしたが、両親が大ゲンカをしてしまい家から出て行ってしまう。ソリは離婚はしないか心配になり家の前で泣いていた。そのところにホンがやってきて相談する。その後、両親は無事仲直りしてジンファンの応援へ行けることになった。ジンファンは結果はだめだったが5人で泊まり真実ゲームをする。そこでソリが引いて見たものとは… |                               |                |
| 8 | Happy Birthday                | 2021年1月14日  |
| ソリはホンに来週の土曜日に一緒に遊ぶように頼みOKをもらうことができる。その日はたまたまソリの誕生日で、ハヨンとジンファンはソリへの誕生日プレゼントを考えていた。ソリは、ホンの好きなチームのMUFCの試合のチケットをどうにかとれるように頑張っていた。デソンたちがソリのサプライズを計画しているのを見て、ホンは嫉妬し腹を立てソリに当たってしまう。ソリはなんとかお父さんにチケットを手に入れられるように頼み無事ゲットすることができた。だがいろいろあり期待通りにはいかなかったが、ソリとホンはそれでも一緒に楽しい時間を過ごすことができた。                                                                                 |                               |                |
| 9 | 会話が必要                    | 2021年1月16日  |
| 真実ゲームのときにデソンが告白メモを書いたと考えるソリは、当の本人から冗談で書いたと言われ安心をする。一方、ハヨンはカツアゲされそうになっているジンファンを目撃し助ける。 |                               |                |
| 10 | 心配しないで.mp3              | 2021年1月18日  |
| 高校二年生の1月、インフルエンザが流行りだしクラスメイトでもインフルエンザに感染した人が出た。ソリもくしゃみが止まらないためクラスメイトからインフルエンザを疑われ保健室へ。自分の体調が心配でたまらないソリはを、自分なりの方法でホンが元気づける。 |                               |                |
| 11 | ホワイトクリスマス            | 2021年1月21日  |
| クリスマスに向けて、ホンのためにプレゼントを用意しようとするソリ。一方、ホンのために用意したクリスマスカードを両親に見られて両親はソリに好きな人ができたのではないかと詮索している。クリスマス当日、ホンは灰色のマフラーをしてくるがソリはこれをクラスの女子があげたものをつけていると勘違いしてしまう。 |                               |                |
| 12 | 告白                          | 2021年1月23日  |
| 遠足の日、ソリはホンに特別なサプライズを仕掛けるためにデソンと買い出しに出かけた。一方、ある計画を実行しようとするハヨンだが、ジンファンに邪魔をされてしまう。遠足当日、ハヨンとジンファンに手伝ってもらいながらソリはサプライズの準備をする。ソリはホンに告白しようとするのだが…。 |                               |                |
| 13 | 雨滴                          | 2021年1月25日  |
| ソリの心を傷つけてしまったことを知り、ソリに謝ろうとするホン。だが何をしてもソリに避けられうまくいかない。一方、クラスの優等生オ・ヒジが明らかにいつもと違う様子を見せ、優等生らしくない行動をとってしまう。 |                               |                |
| 14 | 四つ葉のクローバー            | 2021年1月28日  |
| 学校で流行っている四つ葉のクローバー探し。ソリとハヨンも四つ葉のクローバーを探し、ハヨンは大好きな保健室の先生に渡すことに。ハヨンが先生のことを好きだと知ったジンファンは不登校になってしまった。一方、優等生のヒジは保健室の薬を大量に盗み倒れてしまった。うつ病になりかけていることが分かりアメリカに留学してしまった。 |                               |                |
| 15 | たかが大学                    | 2021年1月30日  |
| ソリと和解できたホンは、デソンと仲良く話すソリに嫉妬ばかりしている。だがソリは嫉妬されていることに気づかずデソンと話していた。ソリはホンがレベルの高い大学へ行くことを知り遠距離恋愛になることに焦っている。 |                               |                |
| 16 | 夢を集めて                    | 2021年2月1日   |
| 進路をめぐり母親と喧嘩をするホン。デソンのおばあちゃんがいなくなってしまったことを知ったソリとホンは、デソンとともに探すことになり。 |                               |                |
| 17 | ファーストキス                | 2021年2月4日   |
| 周りの友達がどんどん大学に合格している中、自分だけ不合格になってしまい落ち込むソリ。泣いてばかりいるソリに、自分が勉強を教えるからと励ますホン。 |                               |                |
| 18 | 恋愛時代                      | 2021年2月6日   |
| 正式にホンの彼女になることができ舞い上がるソリ。またハヨンを心配させたくないあまり、本当のことは言わずにハヨンの元から去ろうとしているジンファン。 |                               |                |
| 19 | 別れの公式                    | 2021年2月8日   |
| 就職活動がうまくいかないソリ。医師のホンは多忙を極めソリとなかなか会えない日々が続いてしまう。ソリは寂しさが慕る中、ホンがアメリカに行くと聞き、思わず別れを口にしてしまう。 |                               |                |
| 20 | 久しぶりだね                  | 2021年2月11日  |
| 父親が入院したと聞きつけたソリは病院にかけつけた。そこで韓国に帰国していたホンと再会を果たす。その後、高校時代の懐かしいメンバーで集まっているとホンも来て… |                               |                |
| 21 | 君の結婚式                    | 2021年2月13日  |
| 昨日の夜に起きたことについて、ホンに電話をかけて文句を言うソリ。またハヨンとジンファンの結婚式が開かれ高校の友達が大勢集まった。結婚式終了後、ホンはソリに本当のことを伝えた。 |                               |                |
| 22 | ビギン アゲイン               | 2021年2月15日  |
| 仲間との集まりに高校時代の制服で現れたホンは、自分の素直な気持ちを口にする。長い片思いに終止符を打つべく、ソリに想いを伝えるデソン。 |                               |                |
| 23 | 私のいとしの人へ              | 2021年2月18日  |
| ホンに会うために病院に駆け付けたソリを、思いがけないサプライズが待ち受けていた。その日ホンはソリの家に泊まっていき、翌日ソリの両親がいきなり遊びに来てしまい、大慌てするソリ。 |                               |                |
| 24 | ホンより                      | 2021年2月20日  |
| ソリに向けてメッセージを録音するホン。2人で過ごしていった長い年月を振り返り、自分がどのくらいからソリをすきになっていったか告白する。（本編終了後はメイキング映像＆NG集映像あり） |                               |                |

## オリジナルサウンドトラック

### OSTパート1
| #         | タイトル                | 作詞      | 作曲・編曲 | アーティスト        | 時間 |
| --------- | ----------------------- | --------- | ---------- | ------------------- | ---- |
| 1.        | 「最近しきりに」        |           |            | キム・ヨハン（WEi） | 3:25 |
| 2.        | 「最近しきりに」(Inst.) |           |            |                     | 3:25 |
| 合計時間: | 合計時間:               | 合計時間: | 6:50       |                     |      |

### OSTパート2
| #         | タイトル            | 作詞      | 作曲・編曲 | アーティスト      | 時間 |
| --------- | ------------------- | --------- | ---------- | ----------------- | ---- |
| 1.        | 「愛らしい」        |           |            | シンビ（GFRIEND） | 4:12 |
| 2.        | 「愛らしい」(Inst.) |           |            |                   | 4:12 |
| 合計時間: | 合計時間:           | 合計時間: | 8:24       |                   |      |